# Вечкусы
Ве́чкусы эрз. Вечкусы) — село в Ичалковском районе Республики Мордовия России. Входит в состав Парадеевского сельского поселения.

## География
Расположено на р. Мочалище в 40 км от районного центра и 35 км от железнодорожной станции Оброчное.

## История
Основано до 1620 г. Название восходит к мордовскому антропониму Вечкесь, осложненному элементом ус. В «Списке населённых мест Симбирской губернии» (1863) Вечкусы — деревня удельная и владельческая из 63 дворов Ардатовского уезда. С 1929 г. была создана сельскохозяйственная артель «8 Марта», позднее колхоз «Память Ленина», им. Мичурина; 1992 г. — АО «Вечкусское», с 2002 г. — СХПК «Вечкусский». В современной инфраструктуре села — основная школа, участковая больница, Дом культуры, библиотека, молочно-товарная и свиноводческая фермы. По состоянию на 2021 год функционируют дом культуры, магазин, отделение почты с номером отделения 431665, фельдшерско-акушерский пункт.

## Население
| 2002 | 2010 |
| ---- | ---- |
| 368  | ↘298 |

Национальный состав
Согласно результатам переписи 2002 года, в национальной структуре населения русские составляли 79 %